# فيليبي بالوي
فيليب أبديل بالوي راميريز (بالإسبانية: Felipe Baloy) (مواليد 24 فبراير 1981 في بنما) لاعب كرة قدم بنمي دولي يجيد اللعب في خط الدفاع . يلعب حاليا لصالح نادي سانتوس لاغونا المكسيكي من سنة 2010 .
سجل أول هدف لمنتخب بنما في بطولة كأس العالم لكرة القدم عند لقاءه المنتخب الإنجليزي في 24 يونيو 2018.

## روابط خارجية
- فيليبي بالوي على موقع الاتحاد الدولي (مؤرشف)  (الإنجليزية)
- فيليبي بالوي على موقع إي إس بي إن إف سي (الإنجليزية)
- فيليبي بالوي على موقع قاعدة بيانات كرة القدم.إي يو (الإنجليزية)
- فيليبي بالوي على موقع ناشيونال فوتبول تيمز (الإنجليزية)
- فيليبي بالوي على موقع Soccerbase.com (لاعب) (الإنجليزية)
- فيليبي بالوي على موقع Soccerway.com (الإنجليزية)
- فيليبي بالوي على موقع عالم كرة القدم.نت (الإنجليزية)
- فيليبي بالوي على موقع AS.com (الإسبانية)